# Heffa Schücking
Heffa Schücking (ur. 1959) – niemiecka biolożka i działaczka w zakresie ochrony środowiska. 

## Działalność
Schucking przygotowała w 1988 raport do niemieckiego rządu, w którym wykazała związek między konsumpcją w rozwiniętych państwach północy a niszczeniem lasów tropikalnych na południu. Ponad 1200 samorządów w Niemczech wdrożyło chociaż jedno z jej żądań i zrezygnowało z wykorzystywania drewna z lasów tropikalnych w projektach budowlanych. 
W 1992 roku założyła małą organizację ekologiczną – Urgewald. Realizowane przez nią projekty skupiały się na wsparciu społeczności Globalnego Południa, m.in. powstrzymanie projektu budowy tamy w dolinie Arun w Nepalu. Zaangażowanie organizacji spowodowało, że zarówno Niemcy, jak i Bank Światowy, wycofali się z projektu.  
W 1994 otrzymała Nagrodę Goldmanów za działalność na rzecz obrony lasów tropikalnych.  

## Nagrody
- Nagroda Goldmanów (1994)[2]